# Barely Lethal
Barely Lethal (Brasil: Escola de Espiões / Portugal: Barely Lethal - Missão Adolescência) é um filme estadunidense de comédia de ação de 2015 dirigido por Kyle Newman, escrita por John D'Arco, estrelada por Hailee Steinfeld, Sophie Turner, Jessica Alba, Dove Cameron e Samuel L. Jackson para a A24 Films. Steinfeld estrela como a Agente 83, uma agente de inteligência adolescente que anseia por uma adolescência normal que desaparece e se matricula como estudante de intercâmbio em uma escola secundária suburbana americana.
Barely Lethal recebeu um lançamento digital pela DirecTV Cinema em 30 de abril de 2015, e um lançamento limitado nos cinemas pela A24 e por meio de vídeo sob demanda em 29 de maio de 2015. O filme recebeu críticas mistas da crítica de cinema.

## Sinopse
Aos dezesseis anos de idade, Megan Walsh já é uma jovem assassina treinada. Mas ela está cansada desta vida, e finge a própria morte para recomeçar de novo. Com uma identidade secreta, ela se inscreve como aluna de uma pequena escola, mas seu chefe desconfia e resolve investigar o caso e pedir ajuda para pegar uma traficante de armas, Victoria Knox, enquanto Megan tenta ser uma adolescente normal.

## Elenco
- Hailee Steinfeld como Megan Walsh
  - Madeleine Stack como Megan (8 anos)
- Sophie Turner como Heather
  - Eva G. Cooper como Heather (8 anos)
- Jessica Alba como Victoria Knox
- Samuel L. Jackson como Hardman
- Dove Cameron como Liz Larson
- Thomas Mann como Roger Marcus
- Rob Huebel como Sr. Marcus
- Toby Sebastian como Cash Fenton
- Gabriel Basso como Gooch
- Jaime King como Analista Knight
- Rachael Harris como Sra. Larson
- Jason Drucker como Parker Larson
- Alexandra Krosney como Cindy
- Emma Holzer como Donna
- Dan Fogler como Sr. Drumm
- Finesse Mitchell como Diretor Weissman
- Christopher Nathan Miller como Fred
- Steve-O como Pedro
- Topher Grace como o Sr. Larson (participação especial de fotografia)
- Bruno Gunn como capanga Jones

## Produção

### Filmagem
A fotografia principal começou em Atlanta, Geórgia, em novembro de 2013 e terminou em dezembro.

### Pós-produção
Em 7 de julho de 2014, foi anunciado que Mateo Messina faria a trilha sonora do filme.  O filme recebeu originalmente uma classificação R pela Motion Picture Association of America (MPAA), mas os cineastas apelaram para a classificação PG-13 sem ter que cortar ou editar qualquer cena. O filme agora é classificado como PG-13 no apelo por 'material sexual, bebida adolescente, linguagem, referências a drogas e alguma ação violenta'.
O filme estreia a canção original "You Don't Know Me", interpretada por The Rumor Mill com Chetti, que toca na sequência do título de abertura.

## Lançamento
Em 25 de fevereiro de 2015, o filme foi adquirido pela A24 e DirecTV antes de ser lançado nos cinemas e sob demanda com lançamento previsto para 2015 pela A24. O filme foi lançado na DirecTV Cinema em 30 de abril de 2015. O filme foi lançado em um lançamento limitado e por meio de vídeo sob demanda a partir de 29 de maio de 2015. O filme foi lançado no Reino Unido em 28 de agosto de 2015 em cinemas selecionados e foi lançado por meio de vídeo sob demanda e em DVD e Blu-ray em 26 de outubro de 2015 pela Signature Entertainment.

## Resposta crítica
No Rotten Tomatoes, o filme tem uma taxa de aprovação de 26% com base em 35 avaliações e uma classificação média de 4.26/10. No Metacritic, o filme tem uma média ponderada de 44 pontos em 100, com base em 10 críticos, indicando "críticas mistas ou médias".
Rebecca Keegan, do Los Angeles Times, deu uma crítica ruim ao filme, comentando que: "Barely Lethal está claramente confuso sobre seu público-alvo, começando com o título nojento, um trocadilho com a etiqueta pornográfica que seleciona e fotografa modelos para enfatizar sua juventude." Justin Lowe, do The Hollywood Reporter, deu ao filme uma crítica mais positiva, chamando-o de uma "comédia de ação adolescente divertida o suficiente". Bill Goodykoontz do The Arizona Republic deu ao filme uma crítica mista, dizendo que: Barely Lethal tem algumas risadas e provavelmente servirá bem como um filme que você pode assistir por alguns minutos quando for transmitido a cabo. Mas desliza para o modo rotineiro de comédia adolescente genérica cedo demais para ser algo mais'.

### Mídia doméstica
O filme foi lançado em DVD e Blu-ray em 4 de agosto de 2015 pela Lionsgate Home Entertainment. Ambos continham uma cópia digital UltraViolet do filme. Os especiais incluem cenas excluídas, cenas de bastidores intitulado "Back to School: On Set with Barely Lethal" e um comentário em áudio com o diretor Kyle Newman e os atores Dove Cameron e Thomas Mann.

## Trilha sonora
A trilha sonora original do filme Barely Lethal foi lançada em 9 de junho de 2015 pela Lakeshore Records. O álbum traz a música original do filme composta por Mateo Messina. O álbum não contém "You Don't Know Me", interpretada por The Rumor Mill com Chetti, uma canção original do filme. A canção aparece na sequência do título de abertura do filme.
| Barely Lethal (Original Motion Picture Soundtrack) |                       |         |  |
| N.º                                                | Título                | Duração |  |
| 1.                                                 | "Prescott"            | 0:46    |  |
| 2.                                                 | "Fight Club"          | 1:43    |  |
| 3.                                                 | "Oh Canada"           | 0:34    |  |
| 4.                                                 | "Battle Axe"          | 0:50    |  |
| 5.                                                 | "Victoria Knox"       | 2:30    |  |
| 6.                                                 | "Band Ass"            | 0:26    |  |
| 7.                                                 | "Last Chance"         | 1:01    |  |
| 8.                                                 | "Hs Transition"       | 0:18    |  |
| 9.                                                 | "Truth Serum A"       | 2:09    |  |
| 10.                                                | "Truth Serum B"       | 2:23    |  |
| 11.                                                | "Car Chase"           | 2:56    |  |
| 12.                                                | "Number One"          | 3:40    |  |
| 13.                                                | "Douche Baguette"     | 3:28    |  |
| 14.                                                | "White Van"           | 0:37    |  |
| 15.                                                | "Newton Suite"        | 1:15    |  |
| 16.                                                | "Megan & Roger Suite" | 1:55    |  |
| 17.                                                | "Bad Guys"            | 0:47    |  |
| 18.                                                | "True Liz"            | 1:06    |  |
| 19.                                                | "High School"         | 0:18    |  |
| 20.                                                | "Higher School"       | 0:15    |  |
| 21.                                                | "Holes"               | 0:31    |  |
| 22.                                                | "Nearly Chanced"      | 1:05    |  |
| 23.                                                | "Popcorn"             | 0:51    |  |
| 24.                                                | "Helichopper"         | 0:57    |  |
| 25.                                                | "Prescott Reprise"    | 0:46    |  |
| Duração total:                                     | Duração total:        | 33:07   |  |